# Willards (Maryland)
Willards es un pueblo ubicado en el condado de Wicomico en el estado estadounidense de Maryland. En el año 2010 tenía una población de 958 habitantes y una densidad poblacional de 383,2 personas por km².

## Geografía
Willards se encuentra ubicado en las coordenadas 38°23′24″N 75°21′1″O / 38.39000, -75.35028.

## Demografía
Según la Oficina del Censo en 2000 los ingresos medios por hogar en la localidad eran de $32.059 y los ingresos medios por familia eran $32.625. Los hombres tenían unos ingresos medios de $29.643 frente a los $18.500 para las mujeres. La renta per cápita para la localidad era de $12.745. Alrededor del 9,9% de la población estaba por debajo del umbral de pobreza.